# Sathonay-Camp
Sathonay-Camp is een gemeente in de Franse Métropole de Lyon (regio Auvergne-Rhône-Alpes). De plaats maakt deel uit van het arrondissement Lyon. Sathonay-Camp telde op 1 januari 2022 7.039 inwoners.

## Geografie
De oppervlakte van Sathonay-Camp bedroeg op 1 januari 2022 1,96 vierkante kilometer; de bevolkingsdichtheid was toen 3.591,3 inwoners per km².

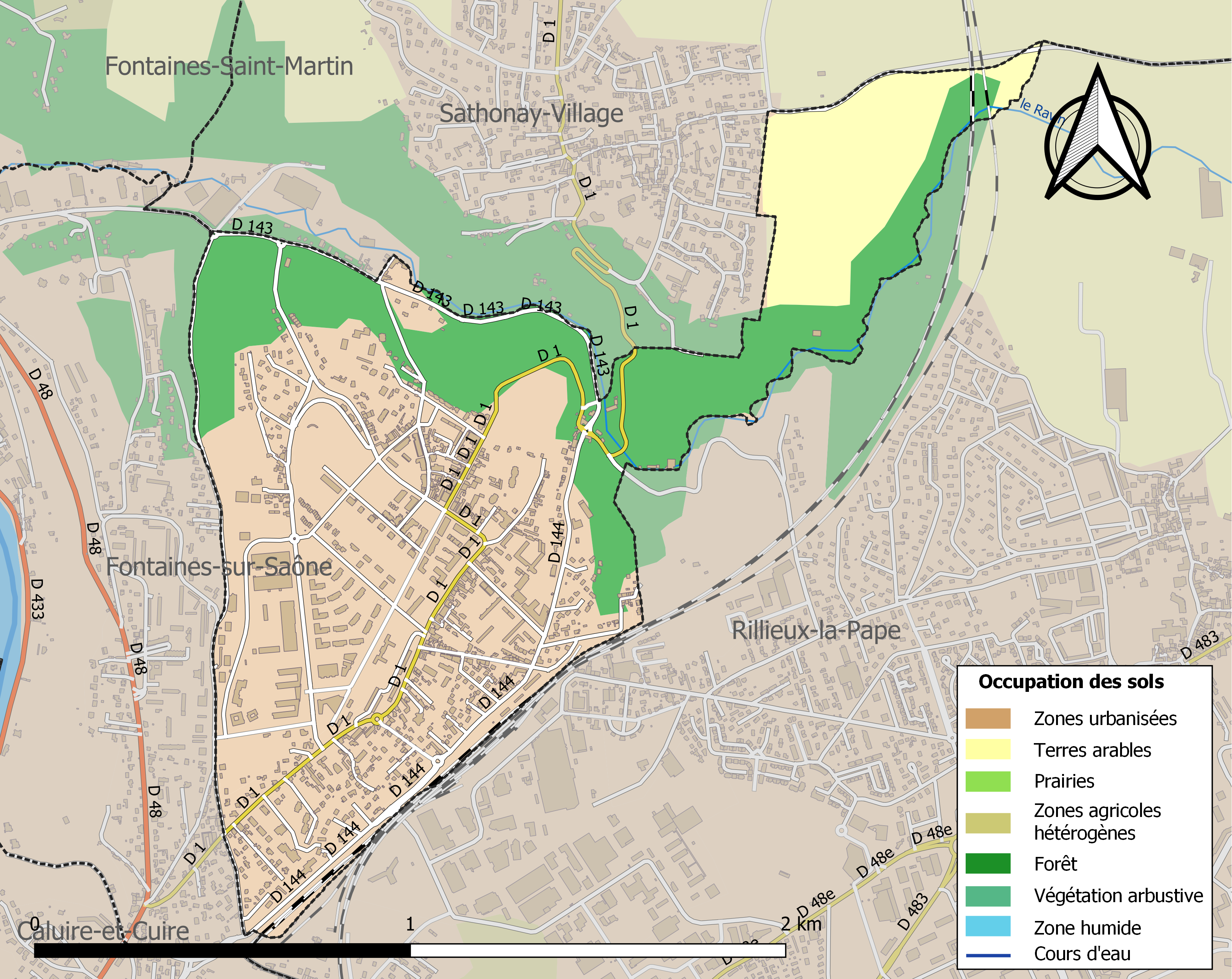
Kaart van de gemeente met de belangrijkste infrastructuur, bodemgebruik en omliggende gemeenten

## Verkeer en vervoer
In de gemeente ligt spoorwegstation Sathonay-Rillieux.

## Demografie
Onderstaande figuur toont het verloop van het inwonertal (bron: INSEE-tellingen).